# Distretto di Marcas
Il distretto di Marcas è uno degli otto distretti della  provincia di Acobamba, in Perù. Si trova nella regione di Huancavelica.